# Élections sénatoriales de 2011 à Mayotte
Les élections sénatoriales de 2011 à Mayotte ont lieu le dimanche 25 septembre. Elles ont pour but d'élire les deux sénateurs représentant le département au Sénat pour un mandat de six années.

## Contexte départemental
Lors des élections sénatoriales du 26 septembre 2004 à Mayotte, deux sénateurs ont été élus, un UMP et un divers droite.
Depuis, tous les effectifs du collège électoral des grands électeurs ont été renouvelés, avec les élections législatives françaises de 2007, les élections cantonales de 2008 et 2011 et les élections municipales françaises de 2008.

## Sénateurs sortants
| Sénateur | Sénateur                    | Parti | Fonctions lors de l'élection en 2004 |
| -------- | --------------------------- | ----- | ------------------------------------ |
|          | Adrien Giraud               | MDM   | Conseiller général                   |
|          | Soibahdine Ibrahim Ramadani | UMP   | Conseiller municipal de Chiconi      |

## Présentation des candidats et des suppléants
Les nouveaux représentants sont élus pour une législature de 6 ans au suffrage universel indirect par les 424 grands électeurs du département. À Mayotte, les sénateurs sont élus au scrutin majoritaire à deux tours. Leur nombre reste inchangé, 2 sénateurs sont à élire. Ils sont 14 candidats dans le département, chacun avec un suppléant.
| T/S | Candidats | Candidats                    | Parti | Principale fonction |
| --- | --------- | ---------------------------- | ----- | ------------------- |
| T   |           | Assani Alidina               | DVG   |                     |
| S   |           | Soidri Ben Abdou             | DVG   |                     |
| T   |           | Ahamada Fahardine            | PS    | Maire de Bandraboua |
| S   |           | Souhibou Hamada              | PS    | Maire de Dembéni    |
| T   |           | Eugène Félix                 | DIV   |                     |
| S   |           | Hafifa Daoud                 | DIV   |                     |
| T   |           | Adrien Giraud                | MDM   | Sénateur sortant    |
| S   |           | Ibrahim Boinahéry            | MDM   |                     |
| T   |           | Salim Mouhoutar              | MDM   |                     |
| S   |           | Réhéma Moéva                 | MDM   |                     |
| T   |           | Bichara Bouhari              | DVD   |                     |
| S   |           | Manandzafy Ben Ali           | DVD   |                     |
| T   |           | Boina Dinouraïni             | DVG   |                     |
| S   |           | Assane Youssoufa Omar        | DVG   |                     |
| T   |           | Soibahadine Ibrahim Ramadani | UMP   | Sénateur sortant    |
| S   |           | Moinecha Attoumani           | UMP   |                     |
| T   |           | Gilles Martin                | UMP   |                     |
| S   |           | Fatima Abdou                 | UMP   |                     |
| T   |           | Abdourahamane Soilihi        | UMP   | Maire de Mamoudzou  |
| S   |           | Chafion Nourdine             | UMP   |                     |
| T   |           | Bacar Ibrahim                | DVD   |                     |
| S   |           | Nemati Attoumani             | DVD   |                     |
| T   |           | Thani Mohamed Soilihi        | PS    |                     |
| S   |           | Tamadouni Moussa             | PS    |                     |
| T   |           | Mohamed Moustoifa            | DVD   |                     |
| S   |           | Darmi Mfoumby                | DVD   |                     |
| T   |           | Ahamada Saindou              | DVD   |                     |
| S   |           | Ali Salim Ahamada            | DVD   |                     |

## Résultats
| Candidat et parti politique | Candidat et parti politique  | Candidat et parti politique | Premier tour | Premier tour | Second tour | Second tour |
| Candidat et parti politique | Candidat et parti politique  | Candidat et parti politique | Voix         | %            | Voix        | %           |
| --------------------------- | ---------------------------- | --------------------------- | ------------ | ------------ | ----------- | ----------- |
|                             | Thani Mohamed Soilihi        | PS                          | 146          | 35,61        | 200         | 48,78       |
|                             | Abdourahamane Soilihi        | UMP                         | 146          | 35,61        | 188         | 45,85       |
|                             | Soibahadine Ibrahim Ramadani | UMP                         | 132          | 32,20        | 145         | 35,37       |
|                             | Ahamada Fahardine            | PS                          | 105          | 25,61        | 142         | 34,63       |
|                             | Adrien Giraud                | MDM                         | 77           | 18,78        | 54          | 13,17       |
|                             | Salim Mouhoutar              | MDM                         | 55           | 13,41        | Retrait     | Retrait     |
|                             | Bacar Ibrahim                | DVD                         | 50           | 12,20        | Retrait     | Retrait     |
|                             | Assani Alidina               | DVG                         | 21           | 5,12         | Retrait     | Retrait     |
|                             | Mohamed Moustoifa            | DVD                         | 20           | 4,88         | Retrait     | Retrait     |
|                             | Gilles Martin                | UMP                         | 13           | 3,17         | Retrait     | Retrait     |
|                             | Ahamada Saindou              | DVD                         | 13           | 3,17         | Retrait     | Retrait     |
|                             | Eugène Félix                 | DIV                         | 8            | 1,95         | Retrait     | Retrait     |
|                             | Bichara Bouhari              | DVD                         | 8            | 1,95         | Retrait     | Retrait     |
|                             | Boina Dinouraïni             | DVG                         | 3            | 0,73         | Retrait     | Retrait     |
|                             |                              |                             |              |              |             |             |
| Inscrits                    | Inscrits                     | Inscrits                    | 424          | 100,00       | 424         | 100,00      |
| Abstentions                 | Abstentions                  | Abstentions                 | 13           | 3,07         | 11          | 2,59        |
| Votants                     | Votants                      | Votants                     | 411          | 96,93        | 413         | 97,41       |
| Blancs et nuls              | Blancs et nuls               | Blancs et nuls              | 1            | 0,24         | 3           | 0,71        |
| Exprimés                    | Exprimés                     | Exprimés                    | 410          | 96,70        | 410         | 96,70       |